# Tree of Life (Roberto Cacciapaglia)
Tree of Life è un album che contiene tutti i brani composti e selezionati da Roberto Cacciapaglia per lo show serale dell'Albero della Vita di EXPO 2015.

## Tracce
Tree of Life Suite
1. I. Sonanze
2. II. Fiamme
3. III. Oceano
4. IV. I Feel Alright
5. V. Figlia del cielo
6. VI. Wild Side
7. Waterland III
8. The Future
9. Prelude
10. Sonanze V
11. Floating
12. Six Notes
13. Strings of Light
14. Sonanze III
15. Expansion
16. Transparence